# The Pickett Line
The Pickett Line es el séptimo episodio de la tercera temporada y vigésimo séptimo episodio a lo largo de la serie de drama y ciencia ficción de TNT, Falling Skies; fue escrito por Heather V. Regnier y Jordan Rosenber y dirigido por Sergio Mimica-Gezzan y salió al aire el 14 de julio de 2013 en Estados Unidos.
Los Mason se meten en problemas en la carretera cuando una familia de bandidos intercepta su misión de búsqueda y rescate. Mientras tanto, comienzan a surgir dudas sobre la construcción del arma de los Volm, provocando un conflicto de intereses y una investigación para detener a un asesino se encuentra con obstáculos en el camino.

## Argumento
Mientras cabalgan, Ben le pregunta a Tom si después de encontrar a Anne y Alexis volverán a Charleston, ya que cree que la vida será dura para Alexis cuando todo el mundo la mire raro por ser un híbrido. Inesperadamente, un Skitter rebelde aparece herido y se comunica a través de Ben para advertir a Tom que los Skitters leales a los Espheni se acercan y muere. Tom y Ben llegan hasta el campamento dónde se encuentran Hal y Matt y recogen sus cosas antes de que los enemigos lleguen. Mientras tanto, en Charleston, el Coronel Weaver le anuncia a Pope que por órdenes de Marina, su bar y su pequeño asentamiento conocido como Popetown, serán reubicados, lo que hace enfadar a John. Cochise aparece con el presidente Hathaway herido.
En el camino, los Mason se encuentran con un grupo de bandoleros que los despojan de sus provisiones de armas y alimentos, además de sus caballos. Cuando los bandidos se van, Tom le dice a sus hijos que recuperarán lo que acaban de perder. En Charleston, el presidente Hathaway explica a Marina y Weaver que Cochise lo salvó de morir cuando su avión cayó debido al ataque de naves extraterrestres. Cochise les dice que eso fue posible debido a que los cuerpos de los Volm se han adaptado para soportar muchas cosas debido a que han nacido en medio de una guerra. Marina aprovecha para cuestionar al extraterrestre sobre el arma que están construyendo y exije que le cuente su verdadero propósito, Cochise se niega, argumentando que existe la posibilidad de que la información llegue a oídos del espía, sin embargo, Marina le cuenta que extrajeron un parásito de Haason y que ese peligro ya no existe. Cochise le responde que los Espheni son demasiado listos para tener un solo plan.
El presidente Hathaway sugiere que la operación siga adelante pero Marina se opone y Weaver la apoya, para tranquilizarlos un poco, Cochise les revela que el arma que los Volm están construyendo intenta destruir un escudo que se activará de las esrructuras de los Espheni, ya que eso representaría la muerte para todos los seres vivos que habitan la Tierra. Por otra parte, los Masonllegan hasta la granja donde los bandoleros viven y los someten con facilidad, pero mientras Hal lucha contra uno de ellos, Matt le dispara, sorprendiendo a su familia.  De vuelta en Charleston, el Coronel Weaver arresta a Pope después de vandalizar como represalia por su reubicación.
Mientras tratan de salvar la vida del hombre que Matt hirió, los Mason descubren que tienen mucho en común con los Pickett, la familia de bandidos. En una vuelta repentina en los acontecimientos, los Mason se ven en peligro de muerte cuando el jefe de la familia retoma el control de la situación. Por otra parte, en Charleston, después de cambiar el suero del presidente Hathaway e intercambiar algunas palabras con él, Lourdes se dirige a la habitación de debajo de la del presidente y le dispara con una de las armas de los Volm, provocando su muerte y revelándose como la espía. Marina ordena mantener la muerte del presidente en secreto y enfocarse en la búsqueda del asesino.
Mientras se revela que Lourdes está infectada con varios parásitos, Weaver va a la celda de Pope y tras contarle lo ocurrido con Hathaway, llegan a la conclusión de que Marina puede ser la espía y después de pedirle que se cuide, Weaver deja a Pope en libertad. Mientras tanto, en la granja de los Pickett, Tom y el jefe de la familia de bandoleros tienen ua discusión en la que saben que ninguno de ellos matará al otro y finalmente los Mason vuelven a tomar el control de la situación y se van, tomando lo que los Pickett les quitaron más temprano. Finalmente, en su camino para encontrar a Anne y Alexis, los Mason se encuentran con una caravana de Skitters y Mega Mechs que se dirigen hacia la granja de los Pickett. Tom le pide a sus hijos que sigan mientras él regresa a la granja para advertirle a los Pickett. Cuando Tom llega a la granja la encuentra vacía y al salir se encuentra con algunos Skitters y un Mega Mech.

## Elenco
| - Noah Wyle como Tom Mason. - Drew Roy como Hal Mason. - Connor Jessup como Ben Mason. - Maxim Knight como Matt Mason. - Seychelle Gabriel como Lourdes Delgado. - Sarah Sanguin Carter como Maggie. - Mpho Koahu como Anthony. - Colin Cunningham como John Pope. - Doug Jones como Cochise. - Will Patton como Coronel Weaver. | - Brad Kelly como Lyle. - Michael Rogers como Gil Pickett. - Larisa Albuquerque como Bibby "Boo" Pickett. - Tom Stevens como Steve Pickett. - Iain Belcher como Luke Pickett. - Gloria Reuben como Marina Perlata. - Christopher Heyerdahl como Duane Pickett. - Stephen Collins como Benjamin Hathaway. |

## Continuidad
- Cochise y Benjamin Hathaway fueron vistos anteriormente en At All Costs.
- Lourdes es revelada como el espía.
- El presidente Hathaway es asesinado en este episodio.

## Recepción

### Recepción de la crítica
Chris Carabott de IGN calificó al episodio de grandioso y le dio una puntuación de 8.8, comentando: "The Pickett Line puede no ser la hora más grande de televisión de todos los tiempos y puede no ser la hora más grande esta semana pero es una nota positiva en lo que ha sido una temporada muy deslucida", y continúa "Me gusta Falling Skies y quiero que me interese narrativamente con una base semanal. Las últimas semanas han sido una lucha pero cuando la serie tiene sus momentos, realmente brilla". También comenta sobre el giro en la historia de Lourdes: "Finalmente encontraron algo interesante que hacer con su personaje... Seychelle Gabriel parecía que estaba disfrutando la transformación de la piadosa e inocente Lourdes en alguien mucho más siniestro".

### Recepción del público
En Estados Unidos, The Pickett Line fue visto por 3.33 millones de espectadores, de acuerdo con Nielsen Media Research.